# Leptogaster spadix
Leptogaster spadix là một loài ruồi trong họ Asilidae. Leptogaster spadix được Hsia miêu tả năm 1949. Loài này phân bố ở vùng Cổ Bắc giới và châu Á.